# Thomas Villadsen
Thomas Villadsen (Copenaghen, 4 settembre 1984) è un ex calciatore danese, di ruolo portiere.